# Даунинг стрийт
Даунинг стрийт (на английски: Downing Street) е известна улица в Лондон, където от повече от 300 години се намират официалните резиденции на двамата най-високопоставени члена на правителството на Обединеното кралство: министър-председателя и финансовия министър. Първият обитава Даунинг стрийт 10, а в съседство, на номер 11 е вторият. Освен тях на улицата живеят и други висши политици като например секретарят на парламентарна група, излъчила правителството (на английски: Chief Whip). От южната страна на улицата са разположени офиси на Външното министерство (Форин офис).
Даунинг стрийт е пресечка на улица „Уайтхол“ в централен Лондон, на няколко минути пеш от сградата на парламента и недалеч от Бъкингамския дворец. Оформена е като улица през 1680-те години от сър Джордж Даунинг на мястото на голямо имение, Хампдън хаус. „Даунинг стрийт“ се използва като нарицателно (метоним) за правителството.